# 三重県立明野高等学校
三重県立明野高等学校（みえけんりつあけのこうとうがっこう）は、三重県伊勢市にある三重県立の専門高等学校である。通称は明高（あけこう）。
1980年代の高校野球甲子園大会では、興南（沖縄）・東北（宮城）・池田（徳島）・松山商（愛媛）・天理（奈良）・近大付（大阪）などといった強豪校との対決で、全国的に硬式野球部が知られていた。

## 沿革

### 年表
- 1879年7月 - 三重県勧業試験場として設立される。
- 1896年 - 明野高等養蚕伝習所と改称される。
- 1899年12月 - 三重県農事講習所と改称される。
- 1926年2月 - 三重県立養蚕学校と改称される。
- 1934年3月 - 三重県立明野養蚕学校と改称される。
- 1948年5月 - 三重県立田丸実業女学校と統合され、三重県明野高等学校となる。
- 1948年7月 - 内城田（うちきだ）村（現在の度会町）に内城田分校が開設される。
- 1949年3月 - 三重県宇治山田高等学校、三重県宇治山田実業高等学校と統合され、三重県山田高等学校明野校舎と改称される。普通、農業（農業、蚕業）、家庭（家庭、農村家庭）の3課程が設置される。
- 1950年4月 - 三重県明野高等学校と改称される。農業学科、家庭学科が設置され、農業学科に農産加工科が新設される。
- 1954年4月 - 家庭学科に保育科が設置される。
- 1955年4月 - 三重県立明野高等学校と改称される。同時に内城田分校を度会校舎に改称する。
- 1957年4月 - 保育実習施設「こばと園」が設置される。
- 1957年4月 - 農産加工科の募集が停止され、農芸化学科が設置される。
- 1962年4月 - 保育専攻科が設置される。
- 1964年4月 - 三重県立幼稚園教員養成所が併設される。
- 1965年3月 - 保育専攻科が廃止される。
- 1969年4月 - 三重県立幼稚園教員養成所が津市に移転する。
- 1974年4月 - 度会校舎が三重県立度会高等学校として独立する。
- 1988年4月 - 農業学科に経済科が設置される。
- 1988年4月 - 農業科と園芸科が農園科に再編成され、農業コース、園芸コースが設置される。
- 1994年4月 - 家政科と保育科が改編され、生活教養科、福祉科となる。
- 1996年4月 - 農園科と農芸化学科が改編され、生産技術科、食品科学科となる。
- 2003年4月 - 保育実習施設「こばと園」を小俣町へ移管、小俣町立明野幼稚園となる。

### 三重県勧業試験場
明野高校の前身となる施設で明野原（明野ヶ原とも）開拓の拠点として創設された。当初は士族授産を目的としていたが、予定よりも応募が少なかったため、名称を明野勧農場に変更した上で県の模範農場として運営されることとなった。
明野勧農場の主な業務は三重県一円に養蚕と畜産を普及させることとその技術の開発であった。養蚕では3町2歩の敷地に桑を植栽し、その改良を進めた。畜産では1882年（明治15年）に岩手県から農馬25頭を、さらに1893年（明治26年）には名古屋洋牛舎から「ブラウンスヰス種」の牛2頭を購入、同年農商務省から「デヴォン種」の牛1頭を借り受けたが、実際には員弁郡及び伊賀山田郡の農家に貸し出すことで勧業を図った。この結果県内各地に近代畜産業が普及し、勧業試験場はそのさきがけとなった。

### 三重県立田丸実業女学校
三重県立田丸実業女学校（みえけんりつたまるじつぎょうじょがっこう）は、三重県度会郡田丸町（現在の玉城町）にあった女学校。1948年（昭和23年）5月23日に三重県立学校の統廃合により明野高校に統合された。
1920年（大正9年）4月10日に度会郡立農林学校として創立、1922年（大正11年）4月10日に三重県に移管され三重県立度会農学校に改称、1929年（昭和4年）4月に三重県立田丸実業女学校に改称、翌1930年（昭和5年）3月31日に男子部を廃止して、2年制の女子教育を行う学校となった。
学校の跡地は、1948年（昭和23年）6月1日に田丸町外二ヶ村学校組合立城東中学校となった後、城東中が廃校し、1977年（昭和52年）に玉城町営住宅城東団地となった。

## 教育組織

### 全日制の課程
本校では、次の教育組織がある。
- 生産科学科
  - 畜産専攻
  - 作物専攻
  - 野菜専攻
  - 果樹専攻
  - 草花専攻
- 食品科学科
- 生活教養科
  - デザインコース
  - 調理コース
- 福祉科
  - 社会福祉コース
  - 介護福祉コース

## 教育の特色
2019年（平成31年・令和元年）に生産科学科の生徒が市内の和菓子店「藤屋窓月堂」（利休饅頭）・「へんばや商店」（へんば餅）と共同で、結びの神（ブランド米）とベニハルカ（サツマイモ）を使った焼芋大福を開発した。

## 部活動

### 文化部
演劇部、合唱部、ブラスバンド部、華道部、美術部、茶道部、料理部、放送部など

### 運動部
野球部、ボクシング部、相撲部、バレーボール部、バドミントン部、卓球部、剣道部、ソフトテニス部、ソフトボール部、陸上部など

#### 野球部の成績
1978年に就任した冨士井金雪監督の時代に黄金期を築き、春3回・夏5回の甲子園出場を果たした。
- 1980年8月 - 第62回全国高等学校野球選手権大会に出場する（初出場、初戦敗退）。
- 1982年8月 - 第64回全国高等学校野球選手権大会に出場する（2年ぶり2回目、初戦敗退）。
- 1984年8月 - 第66回全国高等学校野球選手権大会に出場する（2年ぶり3回目、初戦敗退）。
- 1985年3月 - 第57回選抜高等学校野球大会に出場する（初出場、2回戦進出）。
- 1986年8月 - 第68回全国高等学校野球選手権大会に出場する（2年ぶり4回目、3回戦進出）。
- 1987年3月 - 第59回選抜高等学校野球大会に出場する（2年ぶり2回目、2回戦進出）。
- 1987年8月 - 第69回全国高等学校野球選手権大会に出場する（2年連続5回目、初戦敗退）。
- 1988年3月 - 第60回選抜高等学校野球大会に出場する（2年連続3回目、初戦敗退）。

## 著名な出身者
- 大道典良（元プロ野球選手）
- 広沢好輝（元プロ野球選手）
- 小山伸一郎（元プロ野球選手）
- 松阪ゆうき（歌手、元ものまねタレント〈二宮優樹〉）
- 倉野隆太郎（競輪選手）

## その他
近隣には陸上自衛隊航空学校がある。

## 出身中学校

### 平成27年（2015年）度出身中学校別生徒数[3]
例年、地元の伊勢市立小俣中学校からの進学者が最も多い。
上位5校まで、3学年の合計
1. 伊勢市立小俣中学校：59名
2. 明和町立明和中学校：54名
3. 鳥羽市立鳥羽東中学校：38名
4. 伊勢市立港中学校：32名
5. 伊勢市立厚生中学校：31名